# Lmg 25
A Leichtes Maschinengewehr Modell 1925 (abreviada para Lmg 25) é uma metralhadora leve operada por recuo suíça projetada pelo Coronel Adolf Furrer da Waffenfabrik Bern nos anos 1920 e produzida de 1925 até os anos 1960. Foi a primeira metralhadora do Exército Suíço que poderia ser carregada por um homem. Ela dispara o cartucho 7,5×55mm Swiss, é alimentada por um carregador tipo cofre de 30 tiros no seu lado direito e tem uma cadência de tiro cíclica de cerca de 500 tiros por minuto. Em 1957, a LMG 25 foi substituída pelo fuzil de batalha Stgw 57.

## Variantes

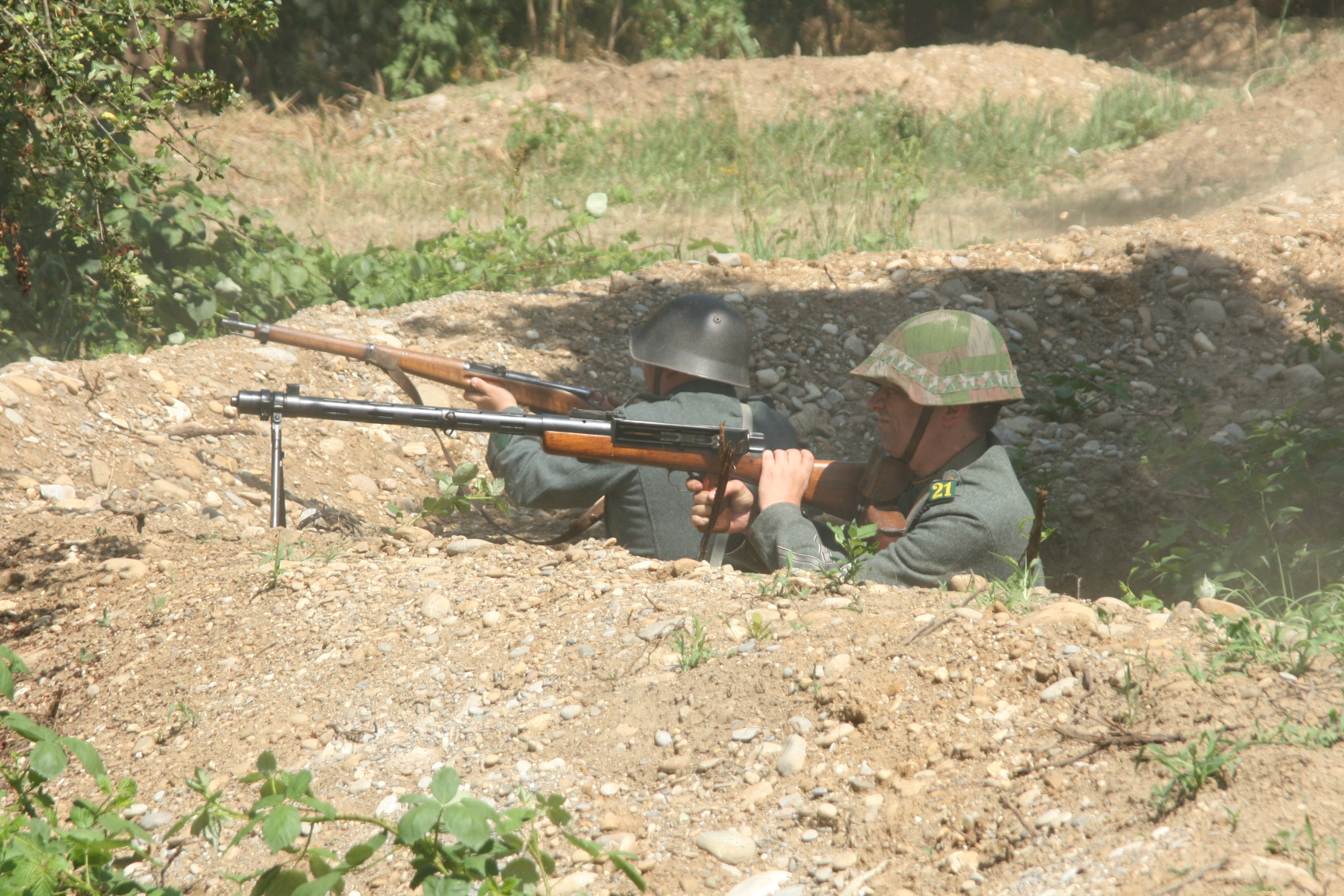
Lmg 25 em posição

- Lmg 25 Standardversion (versão padrão)
- Lmg 25, Spezialausführung für die Kavallerie mit Klappschaft (versão especial para a cavalaria com coronha dobrável): Em vez do pistão fixo, este poderia ser dobrado para facilitar o transporte. A perna traseira da montaria da cavalaria também era mais curta.
- Lmg 25 mit Zielfernrohrschiene (com trilho para mira telescópica): Um trilho para montagem de mira telescópica foi adaptado para algumas Lmg 25.

## Operadores
- Suíça : Exército Suíço